# Altenbeken
Altenbeken é um município da Alemanha localizado no distrito de Paderborn, região administrativa de Detmold, estado de Renânia do Norte-Vestfália.

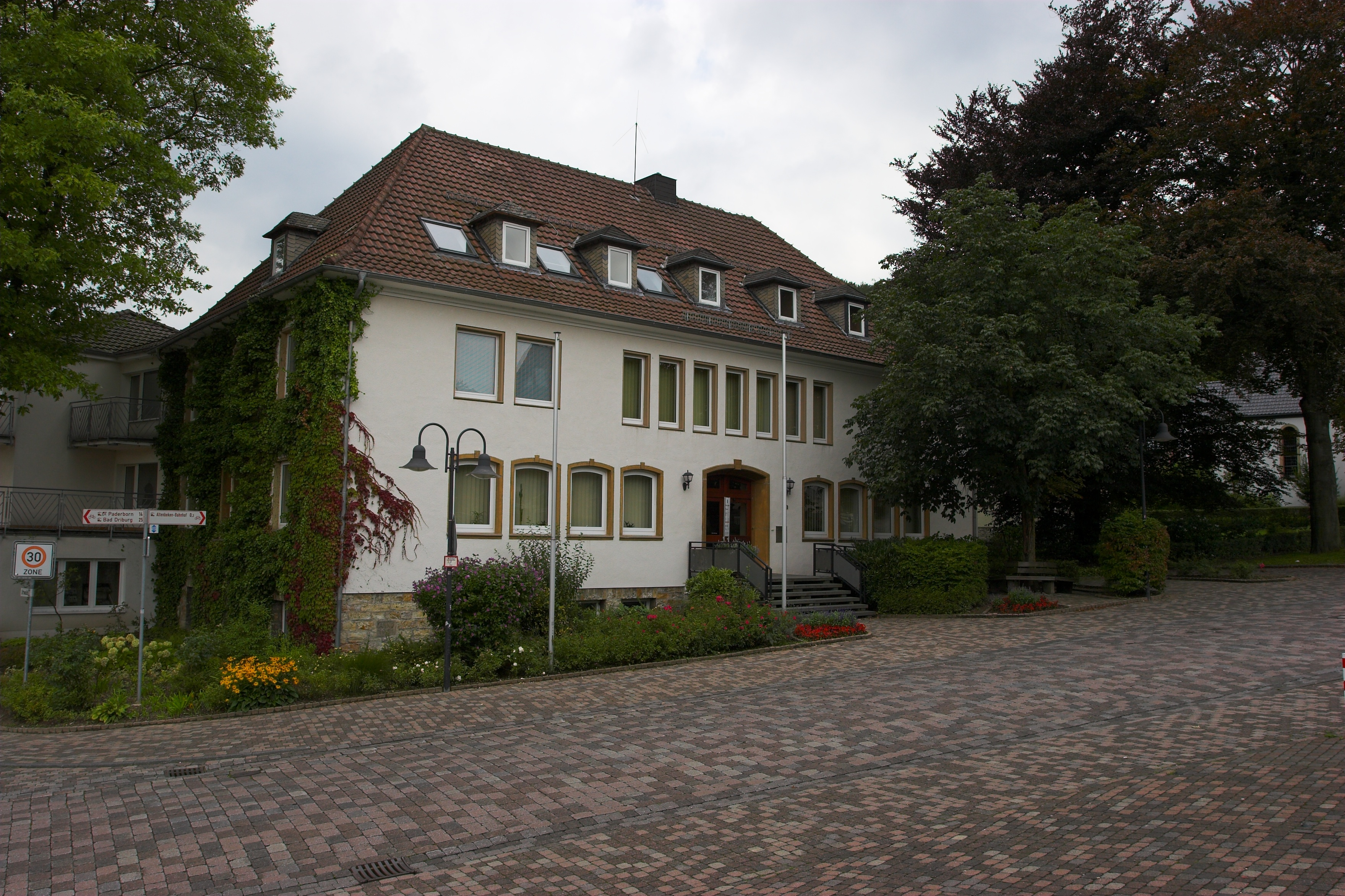
Prefeitura de Altenbeken